# Slaget ved Lund
Slaget ved Lund stod den 4. december 1676, under den Skånske Krig, og er et af de blodigste slag i Norden. Tabstallene var cirka 50 % på begge sider (cirka 6.000 danskere og 3.000 svenskere).
Om morgenen den 4. december gik den svenske kong Karl XI med sin hær over Kævlingeåen og angreb den danske hær under ledelse af Christian V. Kampene foregik i over otte timer, og resultatet var længe usikkert. Efter et større mandefald syntes det dog hen ad eftermiddagen, at svenskernes kræfter var udtømte. Da gjorde kong Karl XI med nogle hundrede ryttere et sidste fortvivlet angreb i ryggen på de tynde, danske rækker og vristede dem sejren af hænde. Danskerne trak sig tilbage til citadellet i Landskrona.
Svenskerne vandt slaget ved nytænkning inden for den taktiske offensiv, men sejren kunne ikke udnyttes på grund af de store tab.

## Mindesmærke
I dag findes et mindesmærke fra 1876 over slaget ved Lund i Monumentparken i hvad der må opfattes som en lille bypark i et trafikeret hjørne omkring indre ringvej nord for Lunds centrum.